# Johnny Hansen (calciatore 1943)
Johnny Hansen (Vejle, 14 novembre 1943) è un ex calciatore danese, di ruolo difensore.

## Carriera
Fu calciatore danese dell'anno del 1967.

## Palmarès

### Club

#### Competizioni nazionali
- Campionato tedesco: 3

Bayern Monaco: 1971-1972, 1972-1973, 1973-1974
- Coppa di Germania: 4

Bayern Monaco: 1970-1971
- Campionato danese: 1

Vejle: 1978
- Coppa di Danimarca: 1

Vejle: 1977

#### Competizioni internazionali
- Coppa dei Campioni: 3

Bayern Monaco: 1973-1974, 1974-1975, 1975-1976

### Individuale
- Calciatore danese dell'anno: 1

1967